# Dubai Tennis Championships 2023
Il Dubai Tennis Championships 2023, noto come Dubai Duty Free Tennis Championships 2023 per motivi di sponsorizzazione, è stato un torneo di tennis giocato sul cemento, facente parte della categoria ATP Tour 500 nell'ambito dell'ATP Tour 2023 e della categoria WTA 1000 nell'ambito del WTA Tour 2023. Sia il torneo maschile che femminile si sono giocati al The Aviation Club Tennis Centre di Dubai negli Emirati Arabi Uniti. Il torneo femminile si è giocato dal 19 al 25 febbraio mentre quello maschile dal 27 febbraio al 4 marzo 2023.

## Partecipanti ATP

### Teste di serie
| Nazionalità | Giocatore             | Ranking* | Testa di serie |
| ----------- | --------------------- | -------- | -------------- |
| Serbia      | Novak Đoković         | 1        | 1              |
|             | Andrej Rublëv         | 5        | 2              |
|             | Daniil Medvedev       | 8        | 3              |
| Canada      | Félix Auger-Aliassime | 9        | 4              |
| Polonia     | Hubert Hurkacz        | 11       | 5              |
|             | Karen Chačanov        | 14       | 6              |
| Germania    | Alexander Zverev      | 16       | 7              |
| Croazia     | Borna Ćorić           | 20       | 8              |

* Ranking al 20 febbraio 2023.

### Altri partecipanti
I seguenti giocatori hanno ricevuto una wild card per il tabellone principale:
- Malek Jaziri
- Thanasi Kokkinakis
- Alexei Popyrin

I seguenti giocatori sono entrati nel tabellone principale passando dalle qualificazioni:

- Christopher O'Connell
- Tomáš Macháč
- Pavel Kotov
- Aleksandar Lazarov

I seguenti giocatori sono entrati in tabellone come lucky loser:
- Quentin Halys
- Matteo Arnaldi
- Francesco Passaro
- Aleksandr Ševčenko

### Ritiri
Prima del torneo
- Rafael Nadal → sostituito da  Marc-Andrea Hüsler
- Marin Čilić → sostituito da  Maxime Cressy
- Jack Draper → sostituito da  Filip Krajinović
- Pablo Carreño Busta → sostituito da  Tallon Griekspoor
- Lloyd Harris → sostituito da  Mikael Ymer
- Roberto Bautista Agut → sostituito da  Quentin Halys
- Kwon Soon-woo → sostituito da  Matteo Arnaldi
- Benjamin Bonzi → sostituito da  Francesco Passaro
- Andy Murray → sostituito da  Aleksandr Ševčenko

## Partecipanti ATP doppio

### Teste di serie
| Nazione     | Giocatore       | Nazione     | Giocatore        | Ranking* | Testa di serie |
| ----------- | --------------- | ----------- | ---------------- | -------- | -------------- |
| Croazia     | Nikola Mektić   | Croazia     | Mate Pavić       | 15       | 1              |
| Croazia     | Ivan Dodig      | Stati Uniti | Austin Krajicek  | 19       | 2              |
| Regno Unito | Lloyd Glasspool | Finlandia   | Harri Heliövaara | 23       | 3              |
| Monaco      | Hugo Nys        | Polonia     | Jan Zieliński    | 35       | 4              |

* Ranking al 20 febbraio 2023.

### Altri partecipanti
Le seguenti coppie hanno ricevuto una wildcard per il tabellone principale:
- Kareem Al Allaf /  Abdulrahman Al Janahi
- Aisam-ul-Haq Qureshi /  Ramkumar Ramanathan

La seguente coppia è passata dalle qualificazioni:
- Andrew Harris /  John-Patrick Smith

Le seguenti coppie di giocatori sono entrate in tabellone come lucky loser:
- Yuki Bhambri /  Saketh Myneni
- Sander Gillé /  Joran Vliegen

### Ritiri
Prima del torneo
- Constant Lestienne /  Botic van de Zandschulp → sostituiti da  Yuki Bhambri /  Saketh Myneni
- Daniel Evans /  John Peers → sostituiti da  Sander Gillé /  Joran Vliegen

## Partecipanti WTA

### Teste di serie
| Nazionalità | Giocatrice             | Ranking* | Testa di serie |
| ----------- | ---------------------- | -------- | -------------- |
| Polonia     | Iga Świątek            | 1        | 1              |
|             | Aryna Sabalenka        | 2        | 2              |
| Stati Uniti | Jessica Pegula         | 4        | 3              |
| Francia     | Caroline Garcia        | 5        | 4              |
| Stati Uniti | Coco Gauff             | 6        | 5              |
| Grecia      | Maria Sakkarī          | 7        | 6              |
|             | Dar'ja Kasatkina       | 8        | 7              |
| Svizzera    | Belinda Bencic         | 9        | 8              |
| Kazakistan  | Elena Rybakina         | 10       | 9              |
|             | Veronika Kudermetova   | 11       | 10             |
| Brasile     | Beatriz Haddad Maia    | 12       | 11             |
| Rep. Ceca   | Petra Kvitová          | 13       | 12             |
| Lettonia    | Jeļena Ostapenko       | 14       | 13             |
|             | Ljudmila Samsonova     | 15       | 14             |
|             | Viktoryja Azaranka     | 17       | 15             |
|             | Ekaterina Aleksandrova | 18       | 16             |

* Ranking al 13 febbraio 2023.

### Altre partecipanti
Le seguenti giocatrici hanno ricevuto una wild card per il tabellone principale:
- Linda Fruhvirtová
- Sofia Kenin
- Marta Kostjuk
- İpek Öz
- Vera Zvonarëva

Le seguenti giocatrici sono entrate in tabellone con il ranking protetto:
- Karolína Muchová
- Anastasija Pavljučenkova
- Markéta Vondroušová

Le seguenti giocatrici sono entrate nel tabellone principale passando dalle qualificazioni:

- Ana Bogdan
- Julia Grabher
- Rebeka Masarova
- Jasmine Paolini
- Laura Siegemund
- Viktorija Tomova
- Dajana Jastrems'ka
- Katarina Zavac'ka

Le seguenti giocatrici sono subentrate in tabellone come lucky losers:
- Lauren Davis
- Claire Liu

### Ritiri
Prima del torneo
- Ekaterina Aleksandrova → sostituita da  Claire Liu
- Ons Jabeur → sostituita da  Julija Putinceva
- Anett Kontaveit → sostituita da  Shelby Rogers
- Anastasija Potapova → sostituita da  Lauren Davis

## Partecipanti WTA doppio

### Teste di serie
| Nazione     | Giocatrice               | Nazione     | Giocatrice       | Ranking* | Testa di serie |
| ----------- | ------------------------ | ----------- | ---------------- | -------- | -------------- |
| Stati Uniti | Coco Gauff               | Stati Uniti | Jessica Pegula   | 6        | 1              |
| Ucraina     | Ljudmyla Kičenok         | Lettonia    | Jeļena Ostapenko | 21       | 2              |
| Stati Uniti | Desirae Krawczyk         | Paesi Bassi | Demi Schuurs     | 27       | 3              |
| Messico     | Giuliana Olmos           | Cina        | Zhang Shuai      | 31       | 4              |
| Stati Uniti | Nicole Melichar-Martinez | Australia   | Ellen Perez      | 35       | 5              |
| Kazakistan  | Anna Danilina            | Brasile     | Luisa Stefani    | 55       | 6              |
| Cina        | Yang Zhaoxuan            |             | Vera Zvonarëva   | 56       | 7              |
| Belgio      | Kirsten Flipkens         | Germania    | Laura Siegemund  | 57       | 8              |

* Ranking al 13 febbraio 2023.

### Altre partecipanti
Le seguenti coppie di giocatrici hanno ricevuto una wild card per il tabellone principale:
- Ana Bogdan /  Angelina Gabueva
- Harriet Dart  /  Eden Silva
- Sofia Kenin /  Ekaterina Jašina

La seguente coppia è entrata in tabellone con il ranking protetto:
- Leylah Fernandez /  Bethanie Mattek-Sands

La seguente coppia è subentrata in tabellone come alternate:
- Linda Fruhvirtová /  Kaia Kanepi

### Ritiri
Prima del torneo
- Miriam Kolodziejová /  Markéta Vondroušová → sostituite da  Ekaterina Aleksandrova /  Tereza Mihalíková
- Anastasija Potapova /  Jana Sizikova → sostituite da  Linda Fruhvirtová /  Kaia Kanepi

## Punti
| Evento              | V   | F   | SF  | QF  | 3T  | 2T   | 1T   | Q    | Q2   | Q1   |
| Singolare maschile  | 500 | 300 | 180 | 90  | 45  | 0    | N.D. | 20   | 10   | 0    |
| Doppio maschile     | 500 | 300 | 180 | 90  | 0   | N.D. | N.D. | 45   | 25   | 0    |
| Singolare femminile | 900 | 585 | 350 | 190 | 105 | 60   | 1    | 30   | 20   | 1    |
| Doppio femminile    | 900 | 585 | 350 | 190 | 105 | 1    | N.D. | N.D. | N.D. | N.D. |

## Montepremi
| Evento              | V        | F        | SF       | QF      | 3T      | 2T      | 1T     | Q       | Q2     | Q1 |
| Singolare maschile  | $533,990 | $287,320 | $153,125 | $78,235 | $41,765 | $22,270 | N.D.   | $11,415 | $6,405 |    |
| Doppio maschile*    | $175,400 | $93,550  | $47,340  | $23,660 | $12,250 | N.D.    | N.D.   | N.D.    | N.D.   |    |
| Singolare femminile | $520,615 | $260,310 | $130,030 | $59,960 | $29,695 | $15,240 | $7,835 | $4,360  | $2,245 |    |
| Doppio femminile*   | $148,845 | $75,310  | $37,275  | $18,765 | $9,510  | $4,695  | N.D.   | N.D.    | N.D.   |    |

*per squadra

## Campioni

### Singolare maschile
Daniil Medvedev ha sconfitto in finale  Andrej Rublëv con il punteggio di 6-2, 6-2.
• È il diciottesimo titolo in carriera per Medvedev, il terzo della stagione.

### Singolare femminile
Barbora Krejčíková ha sconfitto in finale  Iga Świątek con il punteggio di 6-4, 6-2.
- É il sesto titolo in carriera per Krejčíková, il primo della stagione.

### Doppio maschile
Maxime Cressy /  Fabrice Martin hanno sconfitto in finale  Lloyd Glasspool /  Harri Heliövaara con il punteggio di 7-6(2), 6-4.

### Doppio femminile
Veronika Kudermetova /  Ljudmila Samsonova hanno sconfitto in finale  Chan Hao-ching /  Latisha Chan con il punteggio di 6-4, 6(4)-7, [10-1].